# Hutton Oil Field
Hutton Oil Field är ett oljefält i Storbritannien. Det ligger i den norra delen av landet, 1 100 km norr om huvudstaden London.
Terrängen runt Hutton Oil Field är varierad.  Det finns inga samhällen i närheten. 